# Yakuza (zespół muzyczny)
Yakuza – amerykańska grupa muzyczna pochodząca z Chicago w stanie Illinois, wykonująca szeroko rozumiany metal zawierający elementy muzyki eksperymentalnej i progresywnej. Muzyka zespołu jest także określana jako jazz metal bądź metal awangardowy.

## Charakterystyka
Zespół został założony w Chicago pod koniec 1999 przez perkusistę Jamesa Staffela i gitarzystę Erica Plonkę. Ich zamiarem było granie ostrej muzyki, ale innej niż wszyscy. Do składu dołączyli jeszcze basista Eric Clark oraz wokalista Bruce Lamont. Stworzony przez nich materiał muzyczny wydali samodzielnie na debiutanckim albumie pt. Amount to Nothing. Po pochlebnych recenzjach tej płyty grupa podpisała kontrakt z wytwórnią Century Media Records, która jesienią 2002 wydała ich album Way of the Dead. Kilka miesięcy później z grupy odszedł Plonka, a jego miejsce na przełomie 2002/2003 zajął Andrei Cabanban z grupy American Heritage.
Bazując na metalowym brzmieniu, zespół zaadaptował do swego stylu dźwięki art-rockowe, jazzowe czy post-rockowe. W konsekwencji muzyka Yakuza określana została jako mikstura King Crimson, John Coltrane'a, Tortoise oraz Napalm Death. Muzycy przyznają się też otwarcie do fascynacji free jazzem i w szczególności twórczością Johna Zorna. Od początków istnienia Yakuzy członkowie grupy równolegle funkcjonowali w projekcie pobocznym o nazwie Kabuki-Mono, stanowiącym niejako alter-ego dla podstawowej formacji, zaś dokonywali w nim przeróbek i dekonstrukcji utworów Yakuzy. W tymże projekcie podchodzili odmiennie do tworzenia muzyki i niekiedy materiał powstały na sesji Kabuki-Mono wchodził następnie do repertuaru Yakuzy (np. utwór „01000011110011”)
Sami członkowie określając swoją muzykę podkreślają od wielu lat, iż jest to przekrój od Sun Ra po Napalm Death. Jak przyznał Bruce Lamont, "nienawidzi on lapidarnego mianowania muzyki grupy jako metal awangardowy" (dosł. avant metal) i uważa to za "okropne stwierdzenie".
Nazwa grupy została zaczerpnięta od określenia Yakuza (oznaczającego członka tradycyjnych japońskich grup przestępczych). W przekonaniu członków zespołu wpływ na taki wybór miało ich własne zainteresowanie kulturą Wschodu, w szczególności mroczną kulturą z podziemia.

## Skład
Aktualni członkowie
- Bruce Lamont – śpiew, saksofon, klarnet, efekty
- Matt McClelland – gitara, śpiew
- James Staffel – perkusja, instrumenty klawiszowe
- Jerome Marshall – gitara basowa (od 2018)[9]

Byli muzycy grupy
- John E. Bohmer – gitara basowa
- Eric Plonka – gitara, śpiew, produkcja muzyczna, miksowanie (do 2003)[4]
- Andrei Cabanban – gitara (od 2003)
- Eric Clark – gitara basowa, śpiew
- Ivan Exael Cruz – gitara basowa

## Dyskografia
- Amount to Nothing (2001)
- Way of the Dead (2002)
- Samsara (2006)
- Transmutations (2007)
- Of Seismic Consequence (2010)
- Beyul (2012)
- Sutra (2023)

## Teledyski
- "Chicago Typewriter" (2002, reż. Justin Baron)[10]
- "Congestive Art-Failure" (2007, reż. Justin Baron)[11]
- "Black Market Liver" (2007, reż. Sara Jean)[12]